# Geschwindigkeitsbestimmender Schritt
Als geschwindigkeitsbestimmenden Schritt bezeichnet man in der chemischen Kinetik eine Elementarreaktion, deren Geschwindigkeitskonstante die Gesamtgeschwindigkeit einer zusammengesetzten Reaktion aus mehreren Elementarreaktionen stärker beeinflusst als die Geschwindigkeitskonstanten der anderen Elementarreaktionen. Im Kontext der technischen Chemie und der heterogenen Katalyse werden auch einer Reaktion vorgeschaltete Diffusionsprozesse sowie Adsorptions- oder Desorptionsprozesse als geschwindigkeitsbestimmender Schritt bezeichnet, sofern diese Prozesse die Kinetik chemischer Reaktionen dominieren.
Das Geschwindigkeitsgesetz einer zusammengesetzten Reaktion ergibt sich prinzipiell aus der Kombination der Geschwindigkeitsgesetze der beteiligten Elementarreaktionen. Die so resultierenden Systeme von Differentialgleichungen können analytisch jedoch häufig nur schwer oder überhaupt nicht gelöst werden, so dass auf numerische Methoden zurückgegriffen werden muss. Wird die Gesamtkinetik einer komplexen Reaktion näherungsweise auf die Kinetik eines geschwindigkeitsbestimmenden Schrittes reduziert, kann die mathematische Beschreibung der Reaktionskinetik häufig erheblich vereinfacht werden. Entweder lassen sich vereinfachte Geschwindigkeitsgesetze formulieren, die die Kinetik von Gesamtreaktionen näherungsweise beschreiben, oder Geschwindigkeitsgesetze von Gesamtreaktionen können näherungsweise durch die einfacheren Geschwindigkeitsgesetze von geschwindigkeitsbestimmenden Schritten ersetzt werden.

## Allgemeines Prinzip
Betrachtet wird eine Reaktion {\displaystyle {\ce {A + B -> Produkte}}}. In einem 1. Schritt reagieren die Edukte {\displaystyle {\ce {A}}} und {\displaystyle {\ce {B}}} zu einem Intermediat {\displaystyle {\ce {C}}}. Der 1. Schritt umfasst eine bimolekulare Elementarreaktion, die insgesamt 2. Ordnung ist. Die partiellen Reaktionsordnungen in Bezug auf {\displaystyle {\ce {A}}} und {\displaystyle {\ce {B}}} seien jeweils eins. Die Geschwindigkeitskonstante der Hinreaktion sei {\displaystyle k_{1}}, die Geschwindigkeitskonstante der Rückreaktion {\displaystyle k_{-1}}:
{\displaystyle {\ce {{A}+ B <=>[k_1][k_{-1}] C}}}    (Schritt 1)
In einem 2. Schritt reagiert Intermediat {\displaystyle {\ce {C}}} mit einem weiteren Stoff {\displaystyle {\ce {D}}} zu den Produkten. Die Geschwindigkeitskonstante des 2. Schritts sei {\displaystyle k_{2}}:
{\displaystyle {\ce {{C}+ D ->[k_2] Produkte}}}    (Schritt 2)
Unter der Annahme, dass das Bodensteinsche Quasistationaritätsprinzip angewendet werden und die Konzentration {\displaystyle {\ce {[C]}}} von {\displaystyle {\ce {C}}} näherungsweise als konstant betrachtet werden kann, ergibt sich folgendes Geschwindigkeitsgesetz:
{\displaystyle r={\frac {k_{1}\cdot k_{2}\cdot [{\rm {A]\cdot [{\rm {B]\cdot [{\rm {D]}}}}}}}{k_{-1}+k_{2}\cdot [{\rm {D]}}}}}
Ist {\displaystyle k_{2}\cdot [{\rm {D]>>k_{-1}}}}, kann man das Produkt {\displaystyle k_{2}\cdot [{\rm {D]}}} als Geschwindigkeitskonstante pseudo-erster Ordnung betrachten. Dann lässt sich das Geschwindigkeitsgesetz der Gesamtreaktion näherungsweise zum Geschwindigkeitsgesetz des 1. Schrittes vereinfachen:
{\displaystyle r=k_{1}\cdot [{\rm {A]\cdot [B]}}}
Dann ist Schritt 1 der geschwindigkeitsbestimmende Schritt, und die beobachtbare Geschwindigkeitskonstante ist {\displaystyle k_{1}}.
Ist {\displaystyle k_{2}\cdot [{\rm {D]<<k_{-1}}}}, lässt sich das Gescnwindigkeitsgesetz der Gesamtreaktion wie folgt vereinfachen:
{\displaystyle r={\frac {k_{1}\cdot k_{2}}{k_{-1}}}\cdot [{\rm {A]\cdot [{\rm {B]\cdot [{\rm {D]}}}}}}}
{\displaystyle K_{1}} sei die Gleichgewichtskonstante von Schritt 1. Mit {\displaystyle K_{1}=k_{1}/k_{-1}} (siehe Abschnitt Reversible Reaktionen und Kinetik im Artikel Massenwirkungsgesetz) erhält man:
{\displaystyle r=k_{2}\cdot K_{1}\cdot [{\rm {A]\cdot [{\rm {B]\cdot [{\rm {D]}}}}}}}
Dann ist Schritt 2 der geschwindigkeitsbestimmende Schritt, und die beobachtbare Geschwindigkeitskonstante ist {\displaystyle k_{2}}.

## Beispiele

### Organische Chemie
Wichtige Beispiele für Reaktionsmechanismen, die geschwindigkeitsbestimmende Schritte enthalten, sind in der organischen Chemie nukleophile Substitutionen 1. Ordnung (SN1-Mechanismus) und Eliminierungen 1. Ordnung (E1-Mechanismus). In beiden Fällen ist der erste von zwei Schritten geschwindigkeitsbestimmend. Es handelt sich beim ersten Schritt jeweils um unimolekulare Zerfallsreaktionen, die die Dissoziation einer Abgangsgruppe von einem sp3-hybridisierten Kohlenstoffatom eines als Substrat bezeichneten Edukts umfassen. Als Intermediat bildet sich ein Carbeniumion. Im Falle einer SN1-Reaktion greift in einem zweiten, schnellen Schritt ein Nukleophil das Carbeniumion an und bindet an dessen sp2-hybridisiertes Kohlenstoffatom. Im Falle einer E1-Reaktion findet an einem dem sp2-hybridisierten Kohlenstoff des Carbeniumions benachbarten sp3-hybridisierten Kohlenstoffatom eine schnell ablaufende β-Eliminierung statt. In der Folge bildet sich zwischen beiden beteiligten Kohlenstoffatomen eine Doppelbindung. In beiden Fällen ist die partielle Reaktionsordnung in Bezug auf das Substrat, also eins, gleich der Reaktionsordnung des geschwindigkeitsbestimmenden ersten Schritts und gleich der Gesamtreaktionsordnung. Das Geschwindigkeitsgesetz der Gesamtreaktion lautet für beide Fälle mit {\displaystyle k_{1}} als der Geschwindigkeitskonstanten des ersten geschwindigkeitsbestimmenden Schrittes entsprechend:
{\displaystyle r=k_{1}\cdot [{\rm {Substrat]}}}

### Enzymkinetik
Der klassische Michaelis-Menten-Mechanismus beinhaltet als ersten Schritt die schnelle Bildung eines Enzym-Substrat-Komplexes {\displaystyle {\ce {ES}}} aus einem Enzym {\displaystyle {\ce {E}}} und einem Substrat {\displaystyle {\ce {S}}} in einer vorgelagerten Gleichgewichtsreaktion. Der zweite langsame und geschwindigkeitsbestimmende Schritt mit der Geschwindigkeitskonstante {\displaystyle k_{\rm {cat}}} beinhaltet die langsame Dissoziation des Enzym-Substrat-Komplexes {\displaystyle {\ce {ES}}} in Enzym {\displaystyle {\ce {E}}} und Produkte. Die Geschwindigkeitsgleichung für die Gesamtreaktion ist dann gleich der Geschwindigkeitsgleichung des zweiten Schritts, die 1. Ordnung in Bezug auf die Konzentration {\displaystyle {\ce {[ES]}}} des Enzym-Substrat-Komplexes {\displaystyle {\ce {ES}}} und auch insgesamt 1. Ordnung ist:
{\displaystyle r=k_{\rm {cat}}\cdot [{\rm {ES]}}}
Keith J. Laidler merkte hierzu an, die IUPAC-Definition für geschwindigkeitsbestimmende Schritte erfordere, dass deren Geschwindigkeitskonstante tatsächlich dominierenden Einfluss auf die Kinetik der Gesamtreaktion ausübe. Welcher von mehreren Schritten geschwindigkeitsbestimmend sei, hänge von den Konzentrationen der beteiligten Edukte ab. Im Falle des klassischen Michaelis-Menten-Mechanismus sei der zweite Schritt nur bei hohen Konzentrationen {\displaystyle {\ce {[S]}}} des Substrats {\displaystyle {\ce {S}}} geschwindigkeitsbestimmend. Bei kleinen Konzentrationen {\displaystyle {\ce {[S]}}} sei der erste Schritt, die Bildung des Komplexes {\displaystyle {\ce {ES}}}, geschwindigkeitsbestimmend.

### Stoffwechselwege
Stoffwechselwege sind definierte Abfolgen meist von Enzymen katalysierter biochemischer Reaktionen, die insgesamt biologische Prozesse in Organismen darstellen. Der geschwindigkeitsbestimmende Schritt in einer derartigen Reaktionssequenz stellt einen Flaschenhals dar und beeinflusst die Reaktion des gesamten Stoffwechselweges auf veränderte Bedingungen. Wenn durch geeignete Maßnahmen die Geschwindigkeit des geschwindigkeitsbestimmenden Schrittes erhöht werden kann, erhöht sich auch die Gesamtreaktionsgeschwindigkeit des betrachteten Stoffwechselweges, während die Optimierung schnellerer Reaktionsschritte keinen Effekt hat. Daher lassen sich Gesamtreaktionsgeschwindigkeiten von Stoffwechselwegen effizient durch die Regulierung geschwindigkeitsbestimmender Schritte, etwa durch Hochregulierung der in diese involvierten Enzyme, erhöhen. Wenn eine Reaktionssequenz mehrere langsame Schritte enthält, führt eine Beschleunigung des langsamsten Schrittes dazu, dass der bis dahin zweitlangsamste Schritt geschwindigkeitsbestimmend wird. Daher erfordert effiziente Regulierung von Stoffwechselwegen häufig die Regulierung der Aktivitäten mehrerer Enzyme. Zur Identifizierung geschwindigkeitsbestimmender biokatalytischer Schritte im Kontext von Stoffwechselwegen wird häufig die spezifische Enzymaktivität als Kriterium verwendet.